# Ringo 2012
Ringo 2012 è un album discografico di Ringo Starr, pubblicato in Gran Bretagna il 30 gennaio 2012 e il 31 gennaio negli Stati Uniti. Il disco è stato pubblicato nel formato CD, LP e download digitale dalla Hip-O Records / UMe.

## Il disco
Il titolo dell'album è un riferimento al maggiore successo di Ringo come solista, l'album Ringo del 1973. Sono presenti riletture di vecchi brani dello stesso Ringo, come Wings (rifacimento di un brano presente in Ringo the 4th del 1977) e Step Lightly (già sull'album Ringo del '73), insieme a cover di classici come Rock Island Line e Think It Over, ed altri nuovi cinque pezzi originali scritti per l'occasione.

### Accoglienza
L'album ha debuttato alla posizione numero 80 negli Stati Uniti, vendendo circa 6 348 copie, e alla posizione numero 181 in Gran Bretagna, vendendo circa 752 copie.

## Tracce
1. Anthem (Richard Starkey, Glen Ballard) - 5:01
2. Wings (Starkey, Vini Poncia) - 3:31
3. Think It Over (Buddy Holly, Norman Petty) - 1:47
4. Samba (Starkey, Van Dyke Parks) - 2:48
5. Rock Island Line (Trad., Arr. Starkey) - 2:59
6. Step Lightly (Starkey) - 2:44
7. Wonderful (Starkey, Gary Nicholson) - 3:47
8. In Liverpool (Starkey, Dave Stewart) - 3:19
9. Slow Down (Starkey, Joe Walsh) - 2:57

## Formazione
- Ringo Starr - batteria, percussioni, voce, tastiere, chitarra, cori
- Joe Walsh - chitarra
- Benmont Tench - organo
- Dave Stewart - chitarra, tastiere
- Van Dyke Parks - tastiera, fisarmonica
- Amy Keys - cori di sottofondo
- Kelly Moneymaker - cori di sottofondo
- Don Was - basso
- Edgar Winter - organo, sax
- Ann Marie Calhoun - violino
- Kenny Wayne Shepherd - chitarra
- Bruce Sugar - pianoforte, arrangiamento fiati
- Steve Dudas - chitarra
- Matt Cartsonis - mandolino
- Charlie Haden - basso
- Richard Page - basso, cori di sottofondo
- Michael Bradford - basso